# Anthrenus oceanicus
Anthrenus oceanicus là một loài bọ cánh cứng trong họ Dermestidae. Loài này được Fauvel miêu tả khoa học năm 1903.